# Phycis phycis
La brótola de roca  o bertorella es la especie Phycis phycis, un pez marino de la familia de los fícidos distribuido por el Mediterráneo, Portugal y costa oeste del norte de África.

## Anatomía
La longitud máxima descrita es de 65 cm, aunque lo normal es que alcancen los 25 cm. No tienen espinas en ninguna de las aletas, con unas aletas pectorales muy alargadas alcanzando el origen de la aleta anal; el cuerpo es alargado, de color rojo-castaño en el dorso y más pálido en el vientre; las aletas verticales se ven oscuras a distancia, a menudo como un claro margen.

## Hábitat y biología
Es una especie bentopelágica marina, no migradora, que normalmente se la puede encontrar entre 100 y 200 metros de profundidad —a veces a mucha más—; se dispone sobre el lecho marino, palpándolo con sus largas aletas pélvicas; durante el día se esconde entre las rocas, alimentándose de noche, aprovechando la oscuridad para cazar pequeños peces y varias especies de invertebrados.

## Pesca
Al no formar bancos se pesca en escasa cantidad, por lo que tiene una importancia comercial menor en cuanto a volumen, aunque es una especie muy cotizada y alcanza un precio muy alto en los mercados.

## Galería de imágenes

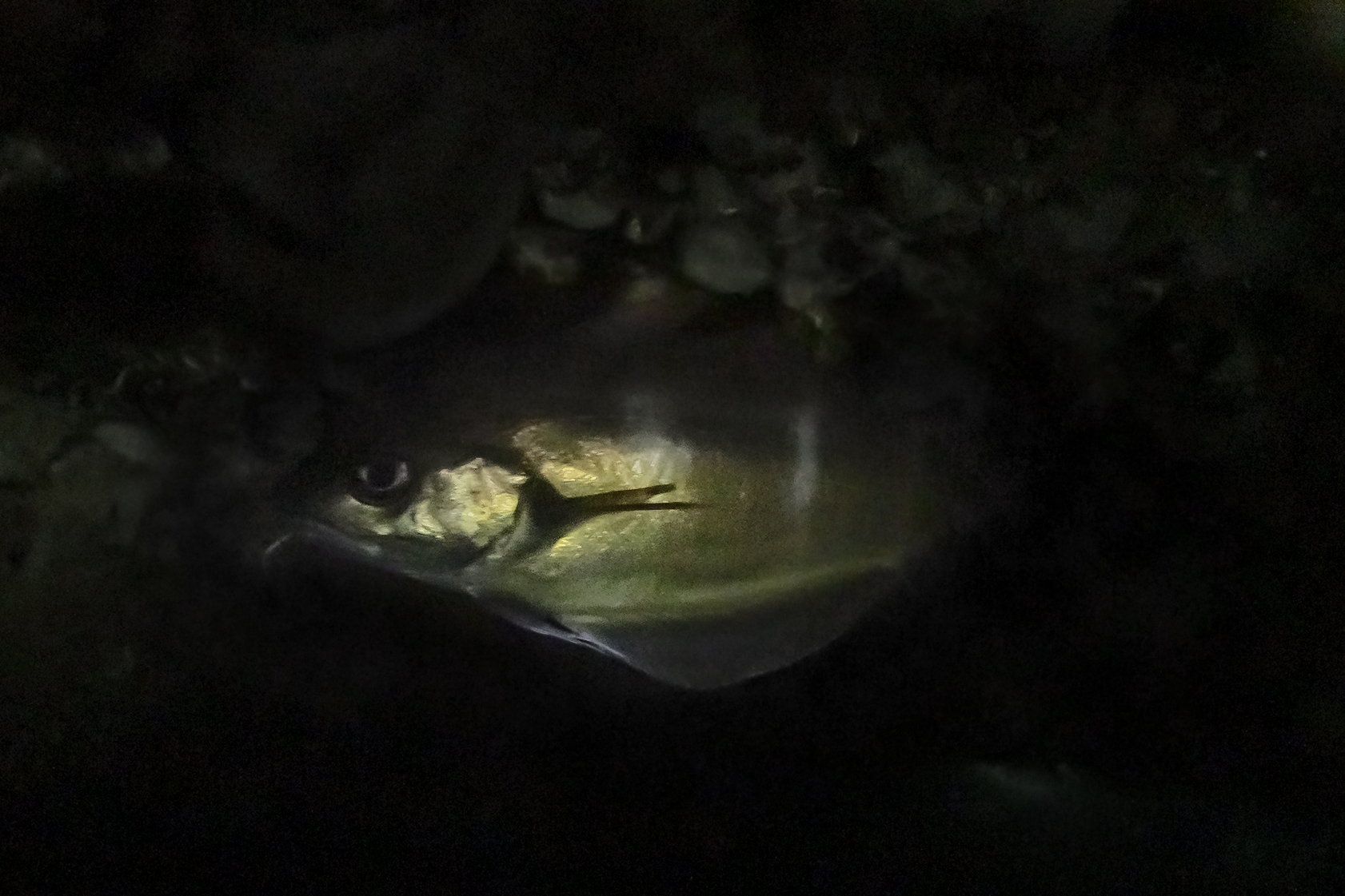
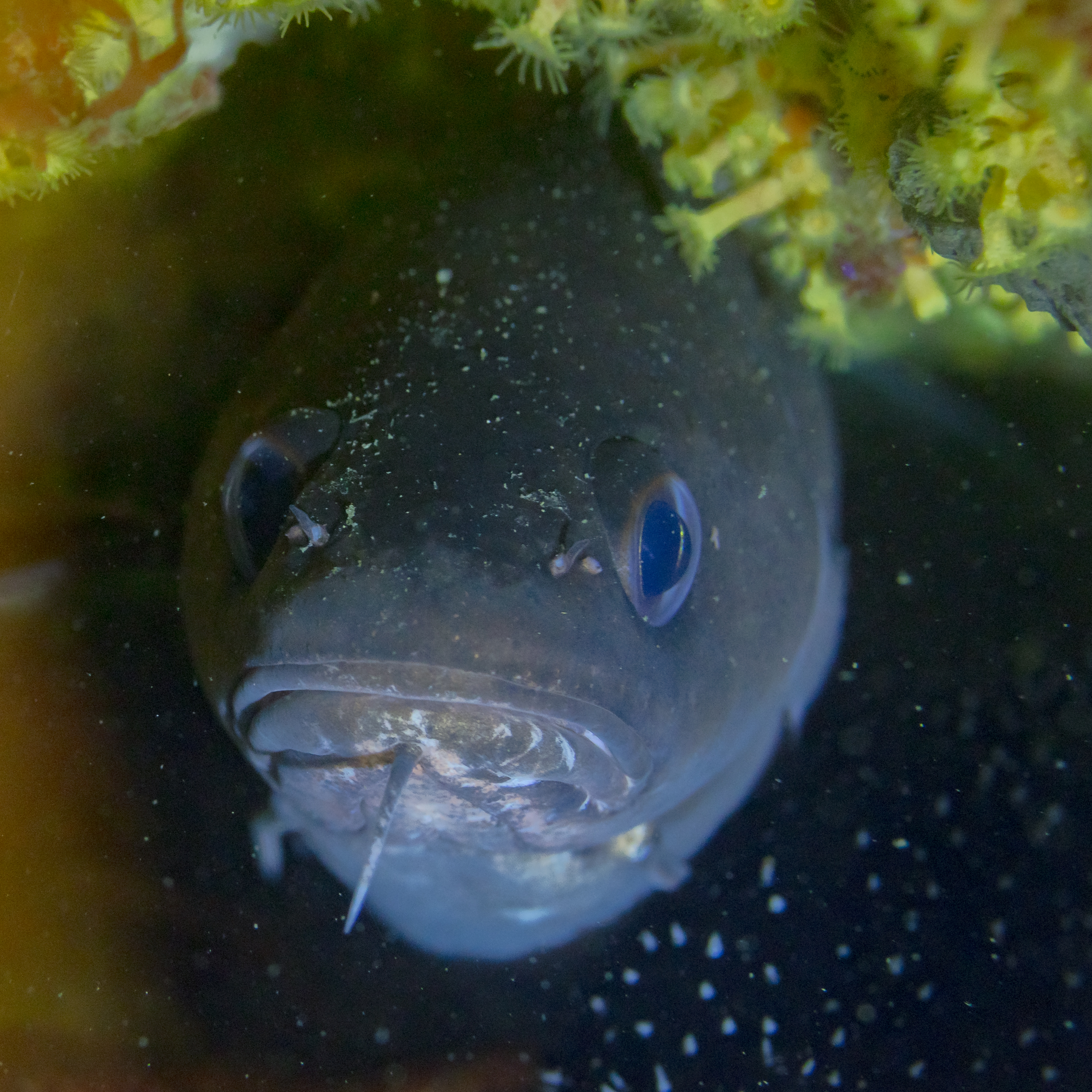
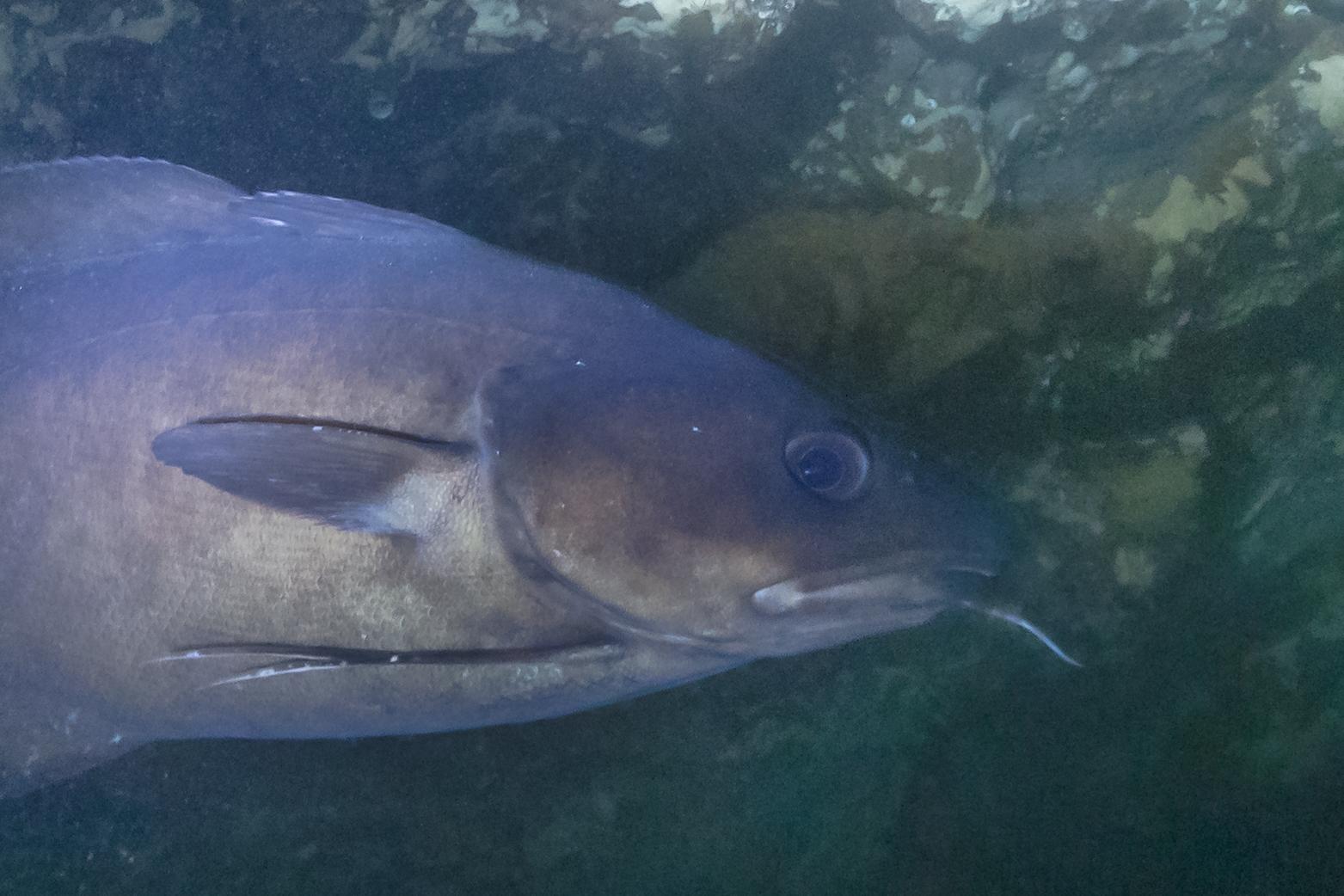
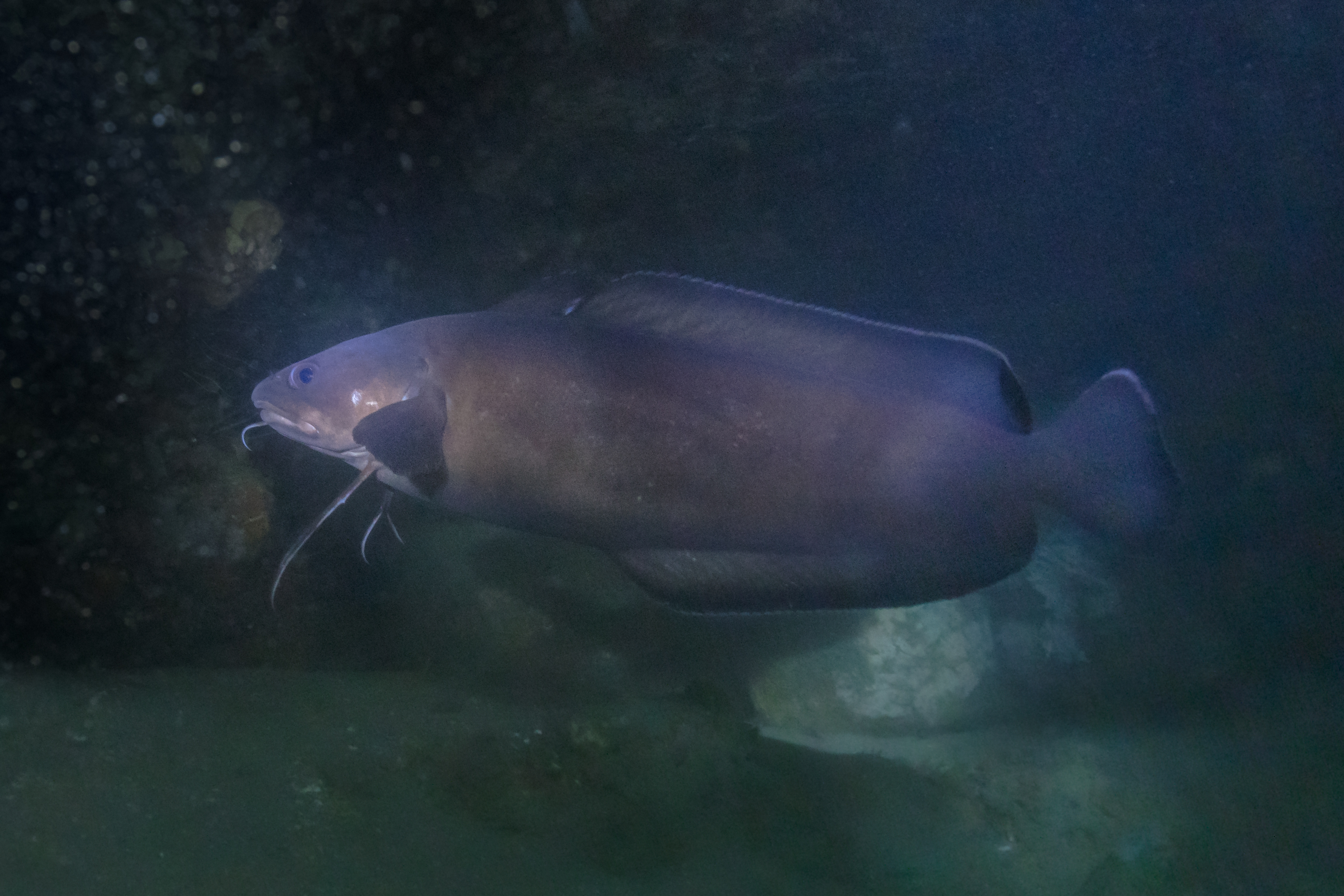
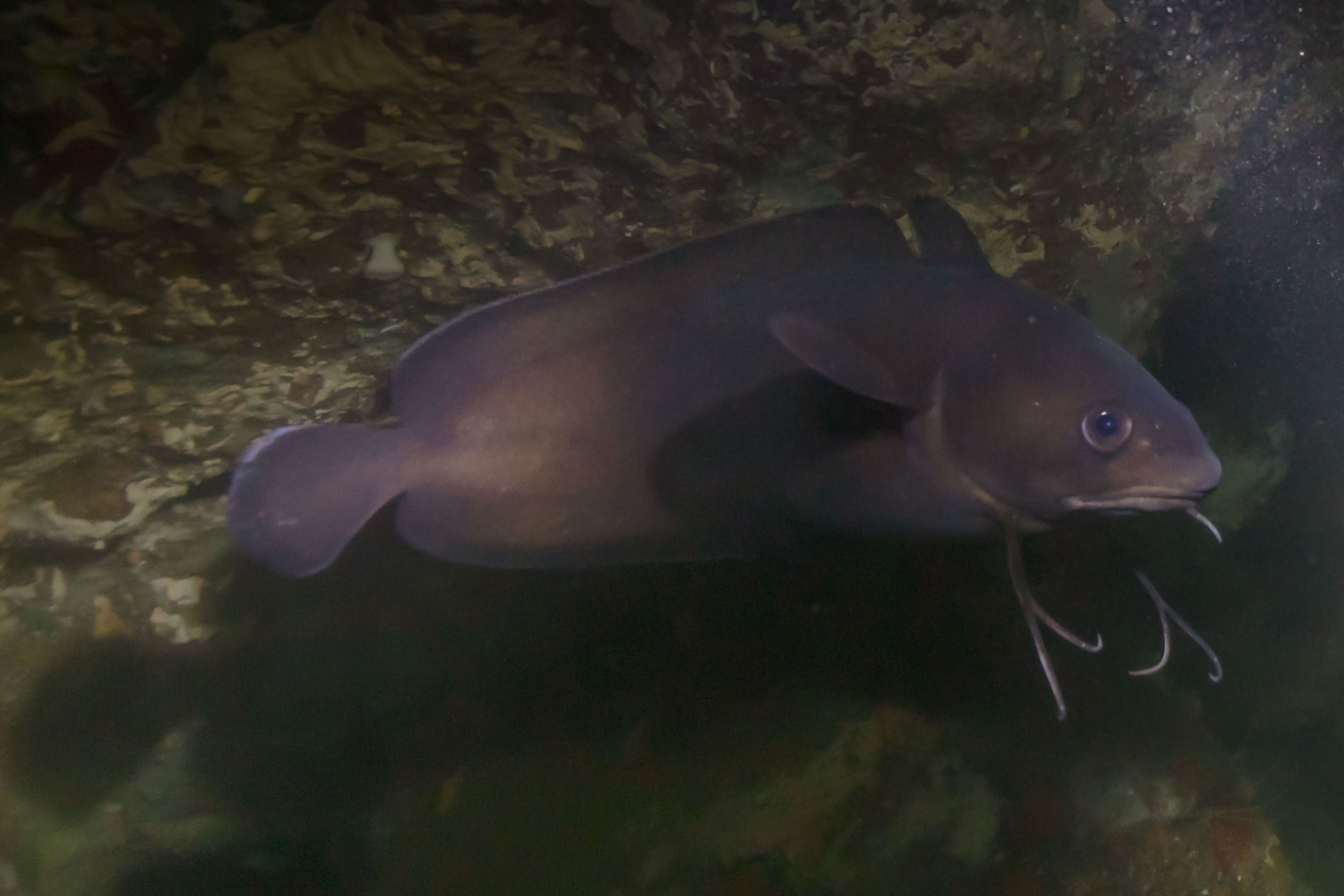